# Antonina Setowa

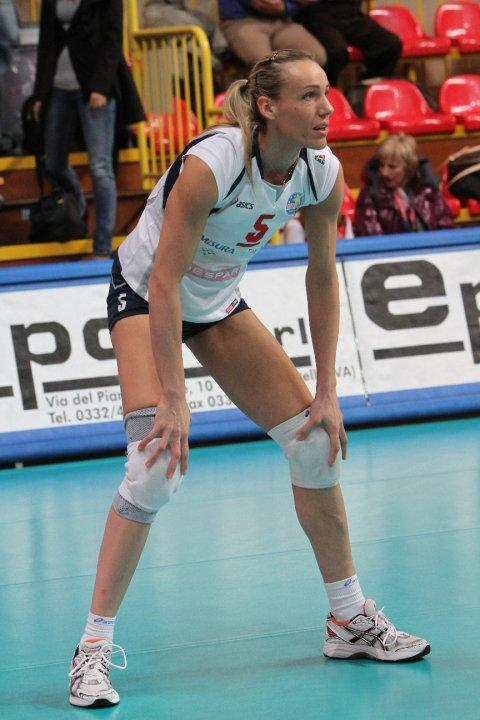
Antonia Setowa

Antonina Setowa (bulgarisch Антонина Зетова; * 7. September 1973 in Plewen) ist eine ehemalige bulgarische Volleyballspielerin.

## Biographie
Sie spielte bis 1995 bei ZSKA Sofia. Dann wechselte sie in die Türkei, wo sie zwei Jahre bei Eczacıbaşı Istanbul und ein Jahr bei Vakifbank Ankara unter Vertrag stand. 1998 ging sie nach Italien zu Modena. Im Jahr 2000 wurde der Klub italienischer Meister, wobei Setowa beste Scorerin der italienischen Liga war. 2000/01 war Setowa bei Foppapedretti Bergamo und wurde zum zweiten Mal beste Scorerin der italienischen Liga und kehrte dann zurück zu Modena, mit dem sie den CEV-Pokal 2001/02 gewann.
Danach spielte sie eine Saison für Eczacıbaşı Istanbul, bevor sie wieder nach Italien kam. Mit Chieri gewann sie den Top Teams Cup 2004/05. Danach wechselte sie zu Perugia. Der Klub gewann 2006 die Champions League. 2007/08 setzte sie wegen der Geburt ihres Sohnes aus. 2008 ging sie zum spanischen Verein Palma Volley und 2009 nach Griechenland zu Olympiakos Piräus. Danach wechselte sie noch einmal nach Italien zu Perugia und Chieri, bevor sie 2012 ihre Laufbahn beendete.
Setowa spielte lange Jahre auch in der bulgarischen Nationalmannschaft. Bei der Europameisterschaft 1997 wurde sie bei einer Dopingkontrolle positiv getestet und für einen Monat gesperrt. Bei der Europameisterschaft 2001 im heimischen Bulgarien gewann sie als beste Scorerin des Turniers mit der Nationalmannschaft die Bronzemedaille. In der Volleyball-Europaliga 2010 wurde sie mit Bulgarien Zweite.